# Clov

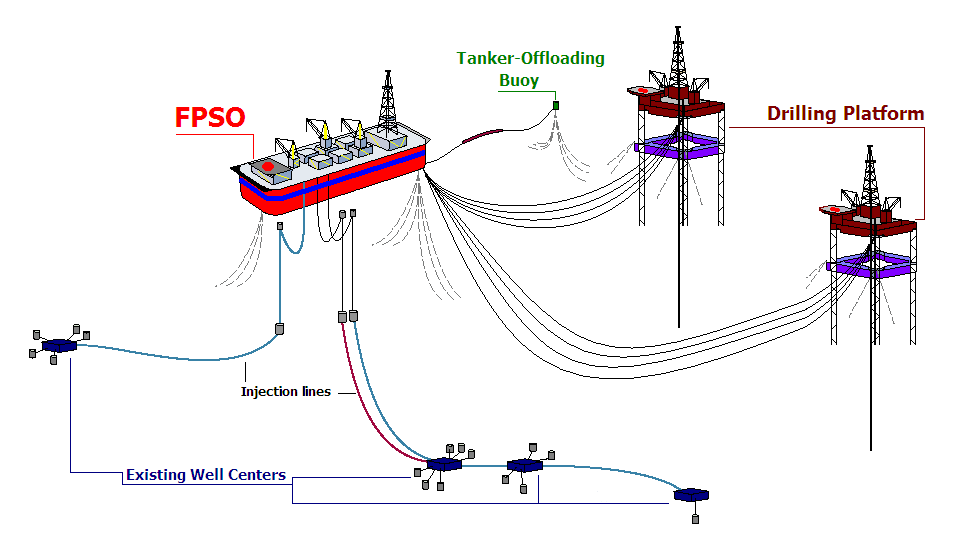
Schéma de principe d'une FPSO

CLOV est un développement pétrolier opéré par un FPSO (unité flottante de production, de stockage et de déchargement) situé en Angola sur le block 17, à environ 140 kilomètres de Luanda et à 40 kilomètres au nord-ouest de Dalia, par des profondeurs d'eau allant de 1 000 à 1 400 mètres. Les réserves sont estimées à environ 500 millions de barils de pétrole, soit environ 5 % des réserves de l'Angola (voir l'article Économie de l'Angola), deuxième producteur de pétrole en Afrique derrière le Nigeria.

## Historique
Construit par DSME (Daewoo Shipbuilding & Marine Engineering) en Corée du Sud pour le compte de Total, ce FPSO de 305 mètres de long pour 61 mètres de large pèse 118 000 tonnes.  La mise en production a eu lieu le 12 juin 2014.
CLOV doit produire 160 000 barils par jour - soit environ 8 % de la production de l'Angola - provenant de 34 puits issus de 4 champs pétroliers (Cravo, Lirio, Orquidea et Violeta) répartis sur 400 kilomètres carrés. 
Le pétrole est envoyé sur le FPSO qui le traite, le stocke et le transfère sur des pétroliers enleveurs. 
Lancé en août 2010, le projet Clov a coûté 7 milliards de dollars et a duré 4 ans conformément à son planning.